# Jussara Silveira
Jussara Silveira (Nanuque, 9 de agosto de 1959) é uma cantora brasileira. Ficou conhecida em Salvador, em um dos momentos de alta do gênero axé. Foi lançada pelo jornalista Carlos Maltez e tornou-se referência de bom gosto e afinação musical.
Jussara tem quatro discos lançados, várias participações em discos de amigos e em 2007 se apresentou ao lado da pianista portuguesa Maria João Pires cantando versões de Arthur Nestrovski para canções de Schubert.
É considerada pela crítica especializada como uma das melhores cantoras da nova geração.
Em seu quarto CD solo, ‘Entre o amor e o mar’ Jussara Silveira apresenta 10 canções inéditas de novos compositores como Quito Ribeiro (‘Braço de Mar’), Rômulo Fróes e Gustavo Moura (‘Só pra ver onde dá’) e Guilherme Wisnik e Vadim Nikitin (‘Só’), ao lado de compositores já consagrados, como Adriana Calcanhotto (‘ Meu coração só’), Ná Ozzetti e Luiz Tatit (‘Entre o amor e o mar’) e Itamar Assumpção (‘Oferenda’) e Dorival Caymmi (Morena do Mar), entre outros. Jussara propõe uma viagem entre os múltiplos caminhos e segredos contidos entre o amor e o mar. A produção é de Luiz Brasil e o selo da Maianga Discos.
Discografia Oficial
- Jussara Silveira . WEA-1997
- Canções de Caymmi . WEA-1998
- Jussara . Maianga-2000
- Nobreza . Maianga-2006
- Entre o amor e o mar . Maianga-2006
- Ame ou se Mande . Jóia Moderna-2011
- Flor Bailarina - Canções de Angola
- Água Lusa . Dubas-2013
- Pedras que Rolam, Objetos Luminosos - com canções de Beto Guedes e Ronaldo Bastos.

Participações
- Novo Canto - Volume 1
- A Gema do Novo 2 - Musical FM
- Pérolas Finas - Ederaldo Gentil . 1999
- A Sorte Muda - Toni Costa
- Pérolas aos Poucos - Zé Miguel Wisnik
- São Paulo Rio - Zé Miguel Wisnik
- Juventude Slow Motion Bossa Nova - Celso Fonseca e Ronaldo Bastos
- Wave
- Todo azul do mar
- O bem do mar
- Beira do mar
- As Melhores do Brasil - Fnac
- António Chainho . 2012
- António Chainho . 2000
- Noel por Ione
- Tributo a Batatinha - Diplomacia
- Cole Porter e George Gershwin – Canções, Versões, de Carlos Rennó
- Pegue ou Largue - Belô Velloso
- Tuzé de Alnen
- Com Ela - Lanlan
- Samba da Rotina - Moisés Santana
- Ode descontínua e remota para flauta e oboé . 2006
- SongBook João Bosco - Idealizado e produzido por Almir Chediak . 2003
- Saul Barbosa -  Bahia, Cidade Aberta ‎. 1995
- Nossa Bossa - produção de Celso Fonseca
- Ronei Jorge e os Ladrões de Bicicleta
- Sylvia Patricia
- Samba Bossa Nova - Putumayo Presents.